# Cotta ergodes
Cotta ergodes là một loài bướm đêm trong họ Geometridae.